# Акишина, Светлана Ивановна
Светлана Ивановна Акишина — советский хозяйственный и государственный деятель, лауреат Государственной премии СССР за выдающиеся достижения в труде.

## Биография
Родилась в 1946 году. Член КПСС.
В 1963—1991 годах — прядильщица Монинского ордена Ленина камвольного комбината Министерства легкой промышленности РСФСР.
Работала на трёх прядильных машинах с 1224 веретёнами, выполнила задание 10-й пятилетки за два с половиной года, выдала 10 годовых норм за пятилетку.
За большой личный вклад в увеличение производства высококачественных товаров народного потребления была в составе коллектива удостоена Государственной премии СССР за выдающиеся достижения в труде 1986 года.
Делегат XXVII съезда КПСС.
Жила в Лосино-Петровском.

## Награды
- Орден Ленина (1981)
- Орден Трудового Красного Знамени